# 2MASS 0415-0935
2MASS 0415-0935 (officieel 2MASS J04151954-0935066) is een bruine dwerg met een schijnbare magnitude van +15,695 (in de J band) in het sterrenbeeld Eridanus met een spectraalklasse van T8. De ster bevindt zich 18,62 lichtjaar van de zon.